# 梶本日出夫
梶本 日出夫（かじもと ひでお、1941年〈昭和16年〉 - ）は、日本の地方公務員。神戸市保健福祉局長、神戸市副市長、神戸市立博物館長を歴任。瑞宝中綬章受章。

## 人物・経歴
1965年 神戸大学経営学部卒業、1960年 神戸市役所入職、1995年 衛生局参与兼中央市民病院事務局長、1997年4月 中島龍の後任として市民局長、2000年 保健福祉局長、2001年11月 鵜崎功、松下綽宏とともに神戸市助役就任。地方公務員共済組合連合会監事を兼任し、財団法人神戸市斎園管理協会の解散を行った。2005年11月 助役 (後に副市長) 再任、2009年11月 中村三郎と小柴善博を後任に、鵜崎とともに副市長を任期満了退任、2010年 しあわせの村を運営する (財) こうべ市民福祉振興協会副会長、神戸市立博物館館長。

## 栄典
2018年、平成30年春の叙勲で地方行政事務功労により瑞宝中綬章を受章